# 1972年ミュンヘンオリンピックのメキシコ選手団
1972年ミュンヘンオリンピックのメキシコ選手団（1972ねんミュンヘンオリンピックのメキシコせんしゅだん）は、1972年8月26日から9月11日にかけて西ドイツのミュンヘンで開催された1972年ミュンヘンオリンピックのメキシコ選手団、およびその競技結果。

## 概要
今大会は銀メダル1個、合計1個のメダルを獲得した。ボクシングでメダルを獲得するのは、1964年東京オリンピック以来である。

## メダル
| メダル | 選手名               | 競技       | 種目       |
| ------ | -------------------- | ---------- | ---------- |
| 銀     | アルフォンソ・サモラ | ボクシング | バンタム級 |